# Bubo lacteus
Il gufo latteo o gufo reale di Verreaux (Bubo lacteus (Temminck, 1820)) è un grande uccello appartenente alla famiglia Strigidi, diffuso in Africa.

## Descrizione
Nonostante sia più piccolo del Gufo reale e del Gufo comune, presenta grandi dimensioni e una lunghezza di 53-61 cm. Il piumaggio è di color grigio bruno uniforme, più chiaro e finemente barrato di nero sulle parti inferiori. Due strisce scure delimitano il disco facciale di colore bianco sporco. L'iride è di color bruno nero. L'apertura alare è di 150 cm e la femmina è di poco più grande del maschio.

## Distribuzione e habitat
Diffuso in Africa centro-meridionale, vive a ovest fino alla Nigeria, a nord fino al Sudan, a est fino all'Etiopia, a sud fino al Sudafrica.
Diffuso in foreste e praterie, si adatta anche al deserto.
Gli ambienti abitati con maggiore frequenza sono le foreste lungo i fiumi, anche quelle intricate in cui il gufo reale non si spinge. Ivi il gufo latteo trova molto cibo e riparo.

## Biologia

### Riproduzione
Il nido è posto nelle cavità di grandi alberi, ma più spesso nel nido abbandonato da grandi rapaci. Sono deposte 1-3 uova, più spesso 2, covate per qualche decina di giorni da entrambi i sessi. I nidacei, una volta in grado di volare, stanno coi genitori ancora per qualche settimana. Gli adulti inscenano delle parate ostentative figurandosi feriti se un predatore si avvicina al nido.

### Alimentazione
Il gufo latteo si nutre di prede di notevoli dimensioni, catturate sul terreno nelle radure e al limitare dei boschi: lepri, conigli, procavie, uccelli delle dimensioni di un francolino e, in seconda misura, di serpenti, pipistrelli e grandi insetti.